# Armadoria

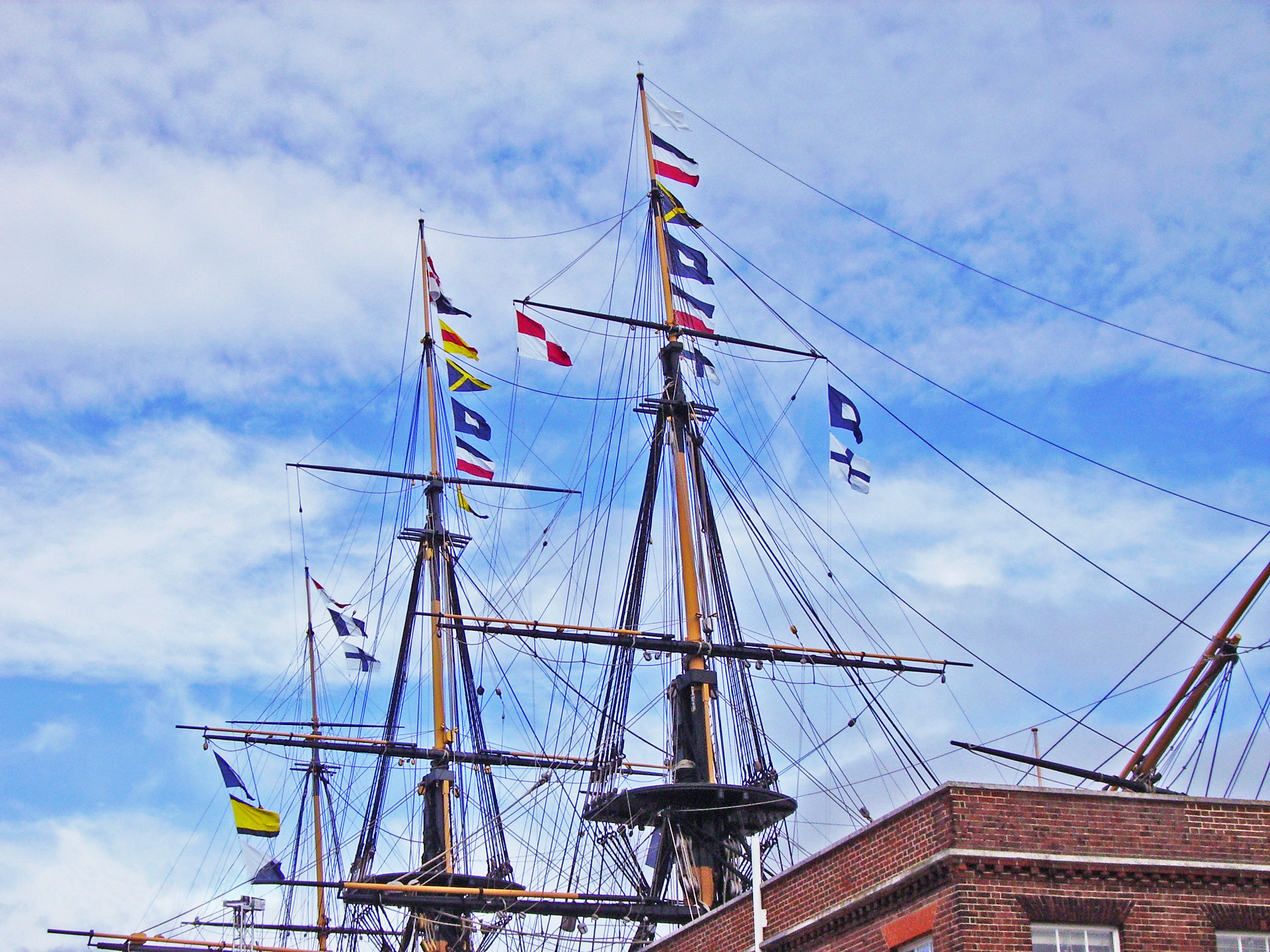
Mastros do HMS Victory

A armadoria é o nome empregue à relação entre quilha e mastro(s) utilizado na construção naval e nos estaleiros para objeto de cálculos navais, e refere-se ao conjunto de mastros, velas, cabos  que aparelham um veleiro. Corresponde diretamente ao tamanho e comprimento da quilha do veleiro, de modo que quanto maior for o mastro ou o conjunto de mastros, maior será a quilha.

## Arte militar
Podemos observar que pela tradução literal, tal nome inspira o conceito atual de estado-maior, principalmente do Almirantado da Inglaterra, onde e que possibilitava aos seus comandante(s) e chefes-de-divisão(ões), a total responsabilidade da ação militar, desenvolvido pelo(s) comandante(s) em além-mar; distante(s) do comandante-em-chefe (denominação da época, no caso histórico, da fundação, o comandante ou almirante Francis Drake, quando organizou a Royal Navy), tanto que foi constituído uma flâmula, ou bandeira longa e estreita de nome "galhardete" ou "flâmula-de-comando" (responsabilidade de comando), vide em "Princípios de Defesa Militar", de J.S.Vasconcellos, edição da Biblioteca do Exército Brasileiro, 1939.